# Aurophora dochmia
Aurophora dochmia är en svampart som först beskrevs av Berk. & M.A. Curtis, och fick sitt nu gällande namn av Rifai 1968. Aurophora dochmia ingår i släktet Aurophora och familjen Sarcoscyphaceae.   Inga underarter finns listade i Catalogue of Life.